# ميساكي أمانو
ميساكي أمانو (天野 実咲) (22 أبريل 1985 في غيفو في اليابان – )؛ هي لاعبة كرة قدم كانت تلعب كحارس مرمى. ولعبت مع منتخب اليابان لكرة القدم للسيدات.

## وصلات خارجية
- ميساكي أمانو على موقع الاتحاد الدولي (مؤرشف)  (الإنجليزية)
- ميساكي أمانو على موقع قاعدة بيانات كرة القدم.إي يو (الإنجليزية)
- ميساكي أمانو على موقع Soccerway.com (الإنجليزية)
- ميساكي أمانو على موقع عالم كرة القدم.نت (الإنجليزية)